# Borno
Borno là một đô thị trong tỉnh tỉnh Brescia thuộc vùng Lombardia, Ý. Đô thị này có diện tích 30 km², dân số 2699 người. Các đô thị giáp ranh gồm: Angolo Terme, Azzone, Ossimo, Piancogno, Schilpario